# Piliers de la création (astronomie)
Pour les articles homonymes, voir Piliers de la création.

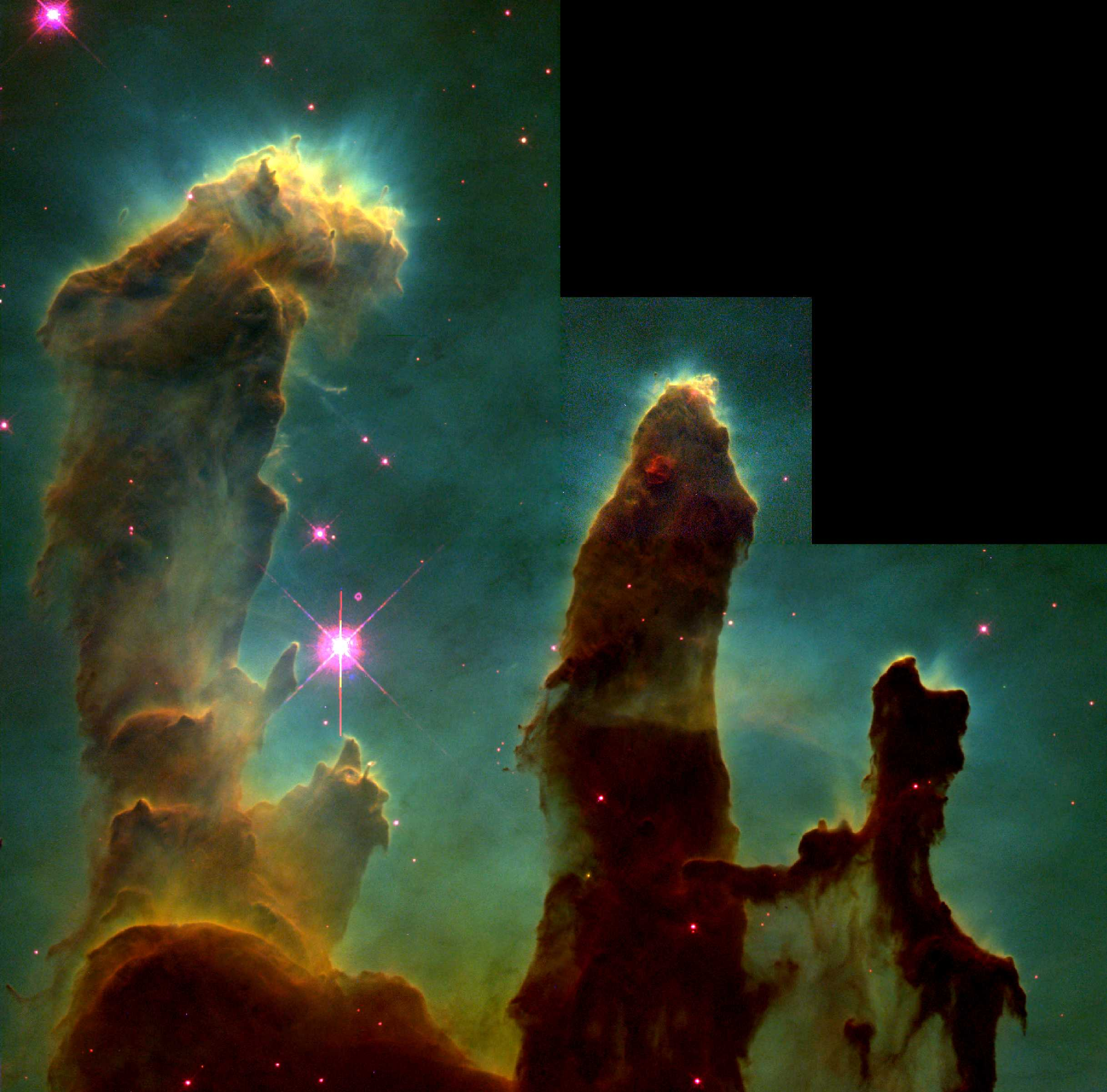
Piliers de la création, image du télescope spatial Hubble.

Piliers de la création, image du télescope spatial James Webb.

En astronomie, les Piliers de la création (traduction en français de Pillars of Creation) sont une image célèbre de colonnes de poussières interstellaires prise le 1er avril 1995 par Jeff Hester et Paul Scowen de l'Université de l'Arizona avec le télescope spatial Hubble.
La structure est située à environ 7 000 années-lumière de la Terre dans la nébuleuse de l'Aigle, au cœur de l'amas ouvert M16. Les Piliers forment le talon de la forme d'aigle de la nébuleuse.
Le titre de l'image fait référence à la forme de la structure ainsi qu'à la formation de nouvelles étoiles à la suite d'un effondrement gravitationnel engendré par la masse du gaz interstellaire aux extrémités, plus denses,. La photographie a été classée parmi les dix meilleures photographies de Hubble par Space.com et est l'une des œuvres les plus connues du télescope,.

## Observations
La Wide Field and Planetary Camera 2 (en) (WFPC2) du télescope spatial Hubble est une caméra qui fonctionne à la manière d'une caméra numérique, c'est-à-dire qu'elle utilise un capteur photographique CCD. Cette caméra  équivaut à 2,5 mégapixels d'une caméra numérique conventionnelle. Elle est composée de quatre caméras indépendantes qui comptent chacune quatre filtres. Chacune d'elles a photographié une partie de l'image des Piliers de la création. L'une des caméras ayant un champ d'observation plus précis, son image a dû être rétrécie pour être correctement associée aux autres, ce qui explique la forme en « escalier » caractéristique des images de WFPC2. L'image finale est composée à partir de 32 images différentes.
En 2015, de nouvelles observations permettent de constater une évolution des Piliers avec le temps. Ainsi, par exemple, l'un d'eux s'est élargi d'environ 0,01 année-lumière. Une autre petite colonne de poussière d'une taille du même ordre de grandeur est également apparue.
Les nouvelles observations permettent également de réaliser un visionnement en trois dimensions de la structure
En 2022, la caméra NIRCam du télescope spatial James Webb capture une nouvelle image dans l'infrarouge proche, qui montre de nombreuses étoiles jeunes et en cours de formation.

Image des Piliers de la création en 2015.
- Une visualisation animée de la structure tridimensionnelle des Piliers de la création[12].

## Caractéristiques physiques
Les Piliers sont composés de nuages d'hydrogène moléculaire froids et de poussières qui sont érodés par photo-évaporation engendrée par l'intense lumière ultraviolette des étoiles à proximité. Le pilier le plus à gauche a une hauteur située entre 4 et 5 années-lumière et l'ensemble des Piliers s'étend sur 55 à 70 années-lumière de largeur. Leur masse est estimée à 200 masses solaires (M) et ils perdraient l'équivalent de 70 M☉ par million d'années,,.

## Formation
L'apparition des Piliers de la création a fait l'objet d'une simulation informatique. La naissance d'une étoile massive lors d'un effondrement gravitationnel y montre que les vents stellaires forment une bulle, qui lors de sa croissance récolte des restes de gaz et de poussière. Selon l'expérience, lorsque le rayonnement de l'étoile est faible, cette bulle s'effondre sur elle-même. Par contre, si son rayonnement est assez fort, la bulle grandit et crée des piliers de nuages gazeux, semblables à ceux des Piliers de la création.

## Théorie de la destruction des Piliers
Au milieu des années 2000, ce qui est interprété comme une onde de choc résultant d'une supernova est observée non loin de la nébuleuse de l'Aigle à l'aide du télescope spatial Spitzer,. À partir de ces observations, Nicola Flagey estime que cette onde de choc a pu souffler les Piliers il y a environ 6 000 ans,. En raison de l'éloignement de la nébuleuse, cet événement ne devrait être visible sur Terre que d'ici mille ans,,.
Cette thèse est démentie par de nouvelles observations réalisées en 2015 par le télescope spatial Hubble, dont la caméra est plus performante et dont les résultats indiquent qu'il n'existe aucune preuve concernant l'explosion récente d'une supernova à proximité des Piliers. Les Piliers sont donc intacts. 